# Lee G. Simmons Conservation Park and Wildlife Safari
Koordinaten: 41° 0′ 55″ N, 96° 17′ 57″ W
Lee G. Simmons Conservation Park and Wildlife Safari ist ein zooähnliches Tierreservat, das sich in Ashland im US-Bundesstaat Nebraska befindet. Es ist bei der Association of Zoos and Aquariums (AZA) akkreditiert, auf die Haltung heimischer Tiere spezialisiert und wurde zu Ehren des langjährigen, ehemaligen Directors des Omaha’s Henry Doorly Zoos Lee G. „Doc“ Simmons benannt.

## Geschichte
In den 1990er Jahren war der Omaha’s Henry Doorly Zoo auf der Suche nach einer Möglichkeit, eine ungestörte, externe Forschungseinrichtung für den Zoo anzulegen. Diese Idee wurde mit der Inbetriebnahme eines naturbelassenen Parkgeländes, das sich etwa 35 Kilometer südwestlich des Zoos befindet realisiert. Es war zunächst nicht geplant, das Gelände für Besucher zu öffnen. Mit der Zeit setzte sich jedoch die Auffassung durch, dass sich das Gelände sehr gut als ein Safaripark eignen würde, um der Bevölkerung die heimische Tierwelt näher zu bringen. So wurde das Gelände 1998 unter dem Namen Lee G. Simmons Conservation Park and Wildlife Safari für Besucher geöffnet. Die Kosten für den Ausbau beliefen sich auf rund 3,5 Millionen US-Dollar. Der Park ist saisonal vom Frühling bis zum Herbst geöffnet.
Von Zeit zu Zeit wurden und werden neue Anlagenteile dem Park hinzugefügt bzw. bestehende modernisiert, beispielsweise wurde 2010 eine Voliere für Greifvögel (Accipitriformes), 2013 ein Aussichtsturm für die Beobachtung von Kranicharten (Gruidae) und 2014 ein Zuchtzentrum für Schimpansen (Pan) eingerichtet. 2016 erfolgte eine generelle Renovierung der Parkanlagen.
Im Mai 2023 ist eine Ausstellung mit fast 20 Meter langen und ca. 10 Meter hohen Dinosaurier-Nachbildungen geplant, die mit Animatronic ausgestattet sind und sich bewegen sowie Geräusche erzeugen können.

## Anlagenkonzept
Die Lee G. Simmons Conservation Park and Wildlife Safari ist in mehrere Abschnitte unterteilt. Eine Hälfte ist als Safari angelegt, durch die die Besucher mit ihren eigenen Fahrzeugen fahren und Tiere beobachten können. Dabei werden auch unterschiedliche Geländeformationen, wie Wälder, Prärien oder Feuchtgebiete geboten. Die Abschnitte mit unberührter Natur sollen auch einen Eindruck vermitteln, wie Nebraska zur Zeit der Besiedlung Amerikas aussah.
Ein für Besucher nicht zugänglicher Bereich wird als Aufzuchtstation, Pflegestation für erkrankte Tiere oder als Quarantäneeinrichtung für neu ankommende Tiere genutzt. Auch können Tiere bei Umbaumaßnahmen im Omaha’s Henry Doorly Zoo zeitweise in den Safaripark ausgelagert werden.

## Tierbestand
Der für Besucher zugängliche Bereich der Lee G. Simmons Conservation Park and Wildlife Safari konzentriert sich auf die nordamerikanische Tierwelt. Es werden beispielsweise Amerikanischer Bison (Bos bison), Amerikanischer Schwarzbär (Ursus americanus), Wolf (Canis lupus), Elch (Alces alces), Wapiti (Cervus canadensis), Weißwedelhirsch (Odocoileus virginianus), Gabelbock (Antilocapra americana), Präriehunde (Cynomys), Weißkopfseeadler (Haliaeetus leucocephalus), Nashornpelikan (Pelecanus erythrorhynchos) und Kanadakranich (Antigone canadensis) gezeigt. Zusammen mit den außeramerikanischen Arten werden insgesamt ca. 350 Tiere in über 50 Arten gehalten.

## Besuchs- und Bildungsprogramme
In einem Besucherzentrum besteht für die Gäste die Möglichkeit, Informationen über die heimische Tierwelt zu erhalten. Dabei werden Gespräche mit Fachleuten geführt oder Kurse zum Identifizieren von Tieren durch ihr Verhalten und ihre Lautäußerungen abgehalten. Es werden auch geführte Touren bei Nacht angeboten.

## Galerie
Die folgende Bildreihe zeigt einige Tiere, die in der Lee G. Simmons Conservation Park and Wildlife Safari gehalten werden.

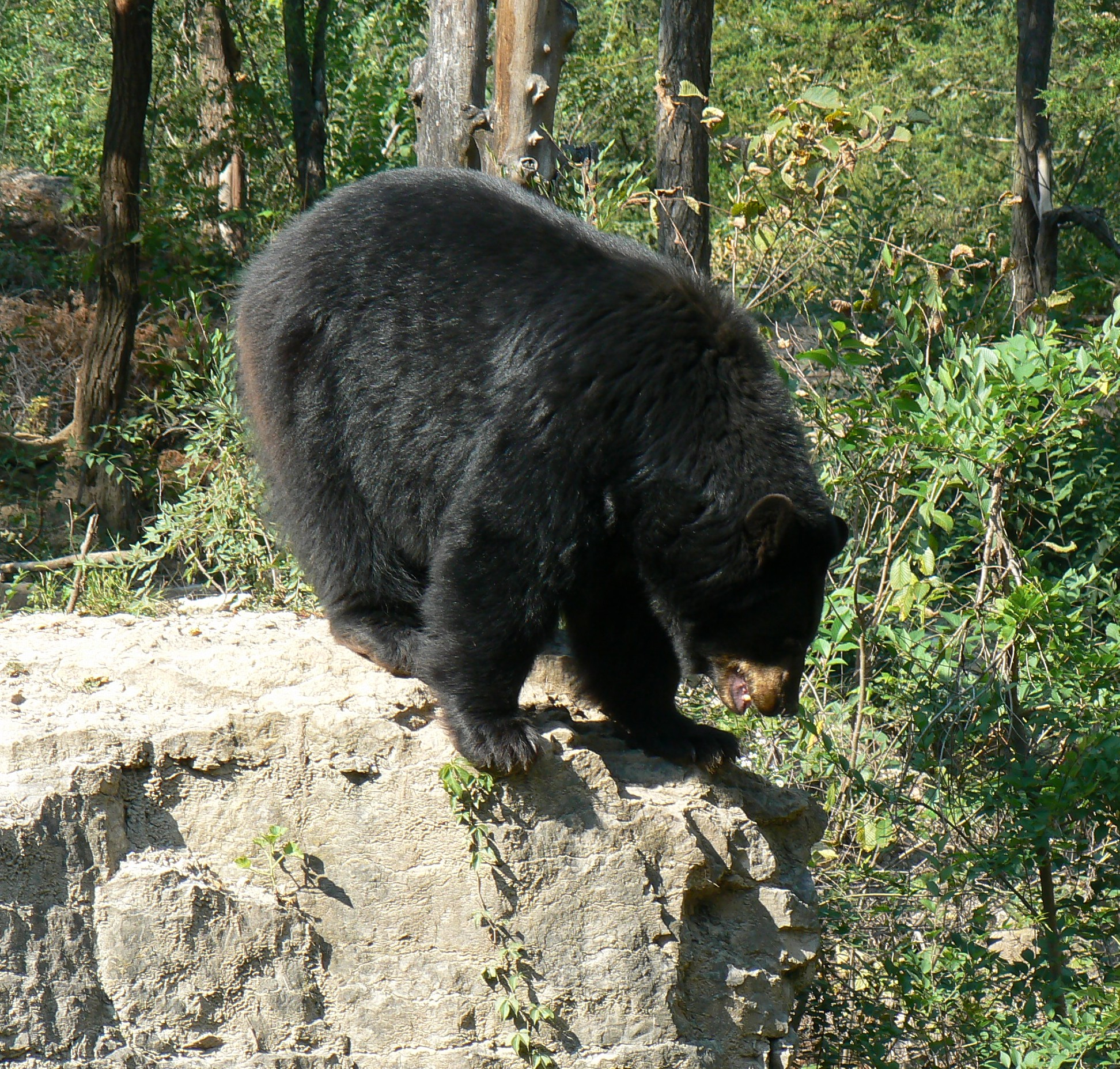
Amerikanischer Schwarzbär
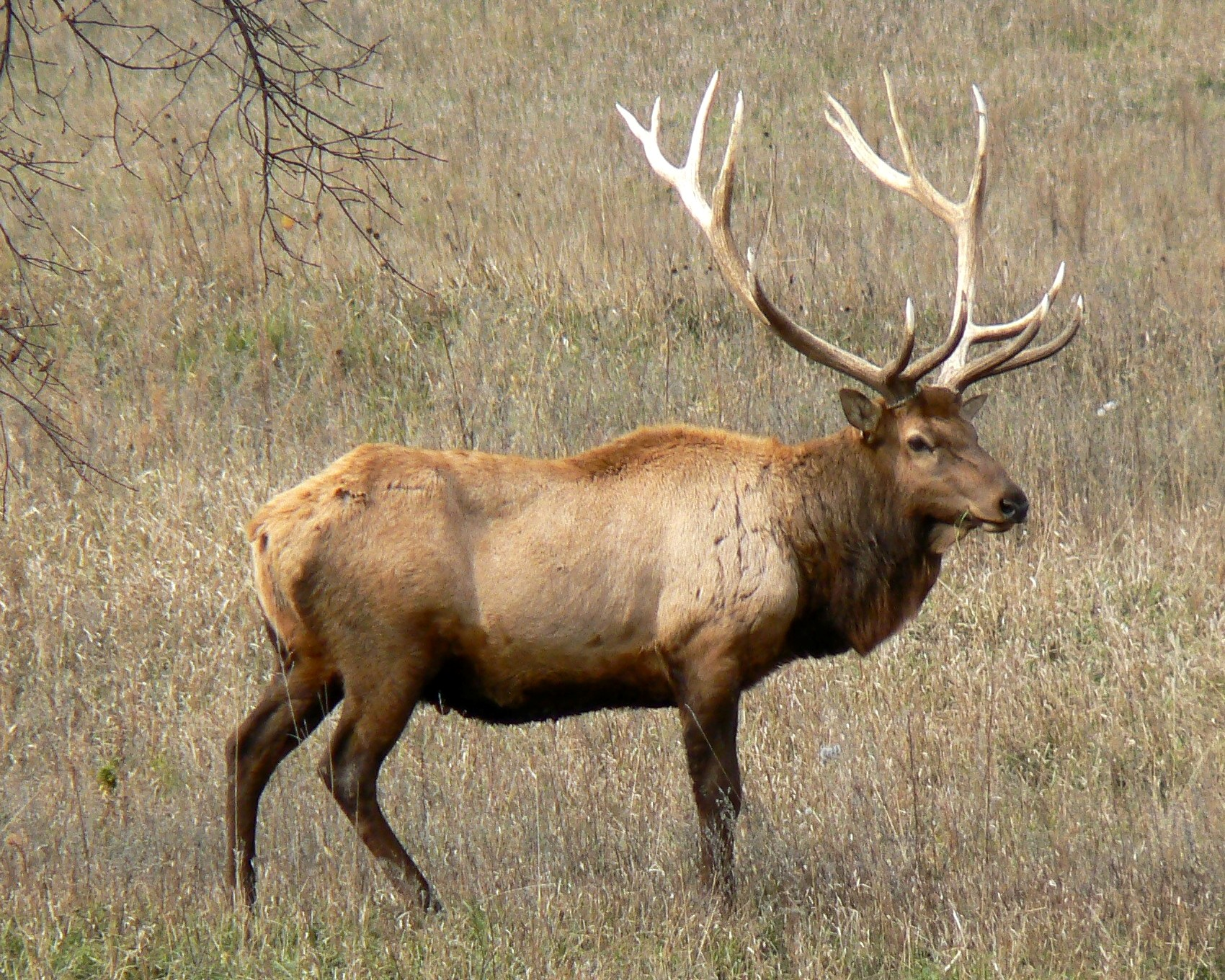
Wapiti
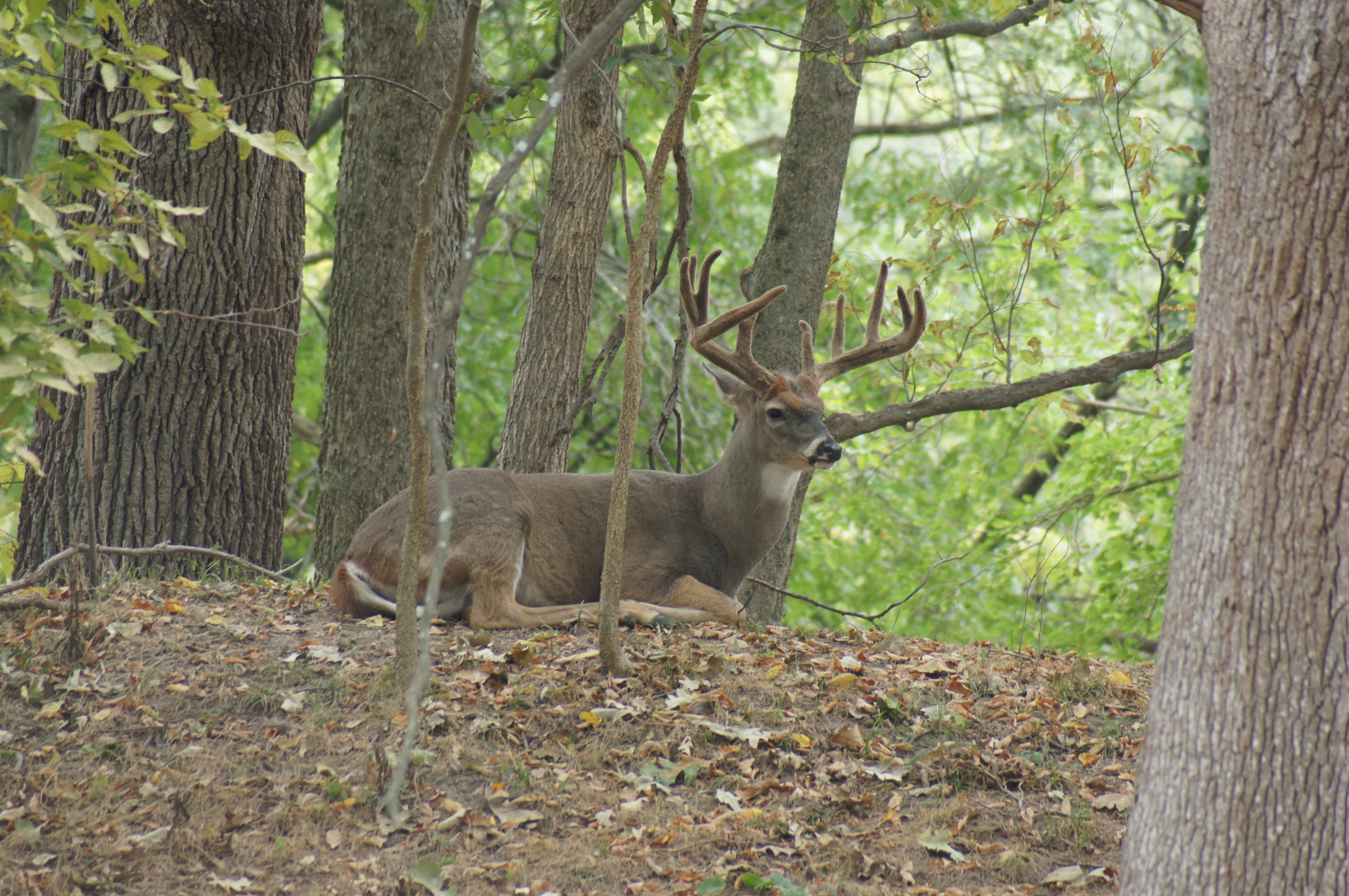
Weißwedelhirsch
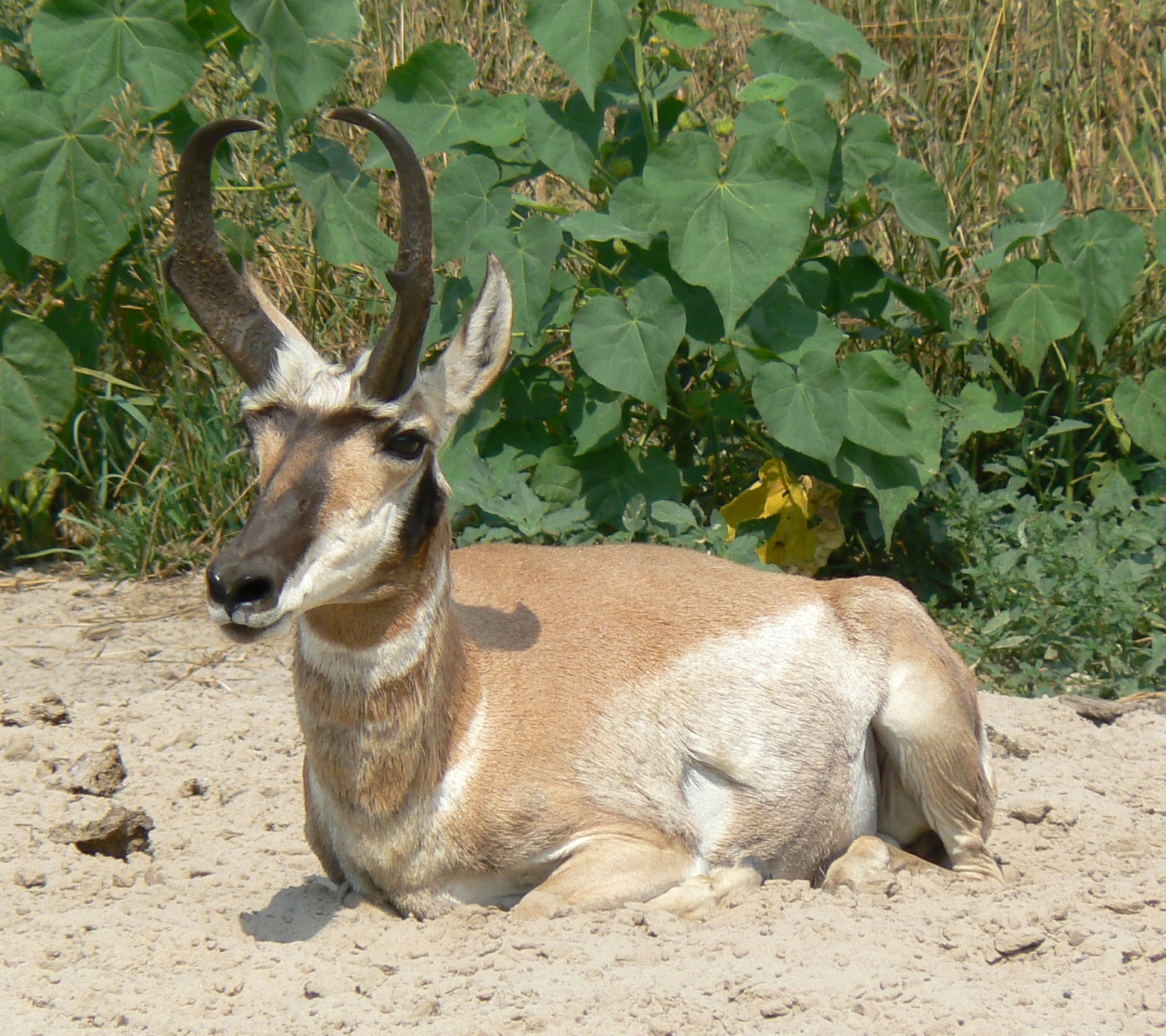
Gabelbock
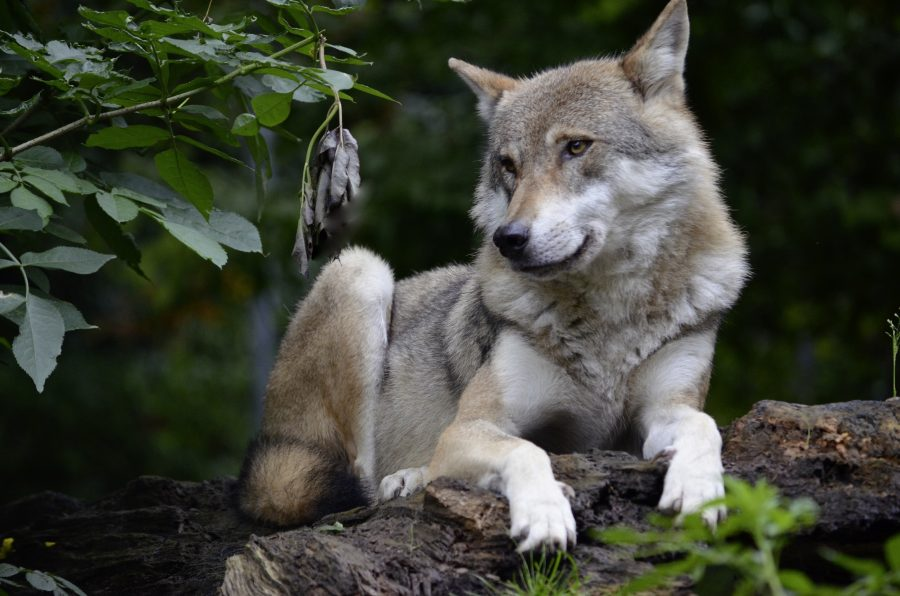
Wolf